# Bromoviridae
Die Bromoviridae sind eine Familie von Einzelstrang-RNA-Viren positiver Polarität. Ihre natürlichen Wirte sind Pflanzen. Es gibt derzeit (Stand Mai 2024) 48 Arten in dieser Familie, aufgeteilt in 6 Gattungen.

## Aufbau

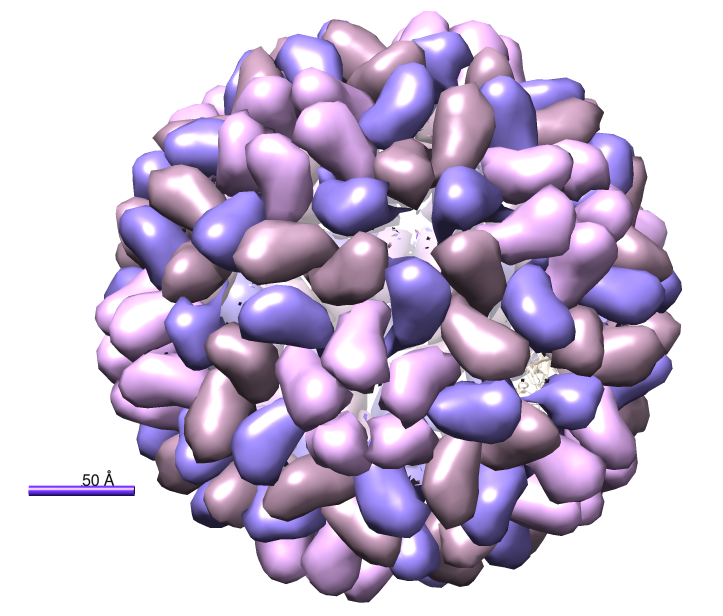
Kristallstruktur des Brome Mosaic Virus (BMV)

Verschiedene Formen von Virusteilchen aus der Familie Bromoviridae

Genomkarte der Bromoviridae

Die Virusteilchen (Virionen) der Bromoviridae sind unbehüllt und von ikosaedrischer oder stäbchenförmiger (bazilliformer) Geometrie, gewöhnlich mit T=3-Symmetrie (ikosaedrisch), aber Alfamovirus, Oleavirus und eventuell auch Anulavirus haben T=1 (bazilliform).
Der Durchmesser beträgt etwa 25–35 nm. Das Genom ist linear und in drei Teile segmentiert (tripartit).

## Vermehrungszyklus
Die virale Replikation ist cytoplasmatisch und lysogen, d. h. sie geschieht im Zytoplasma und endet mit der Auflösung (Lyse) der Wirtszelle.
Die Replikation folgt dem üblichen Replikationsmodell von Positivstrang-RNA-Viren.

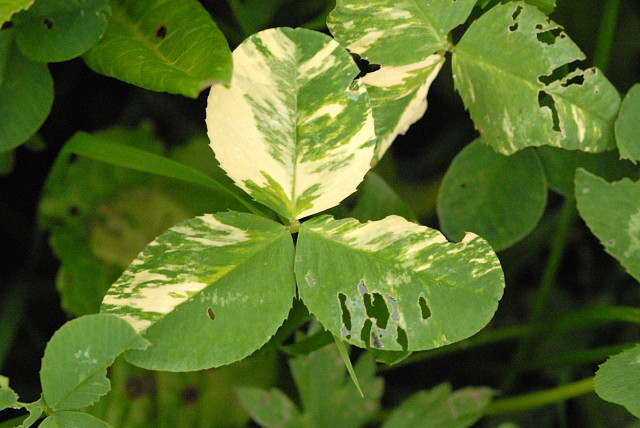
Klee, von Alfamovirus befallen

Als natürliche Wirte dienen Pflanzen, die Übertragungswege sind mechanisch (etwa durch Gartenwerkzeuge, Inokulation) und durch Kontakt (von Pflanzenteilen untereinander). Das Virus kann die Wirtszelle auch durch tubulusgesteuerte Virusbewegung verlassen.

## Systematik

### Innere Systematik
Die innere Systematik der Bromoviridae ist nach dem International Committee on Taxonomy of Viruses (ICTV) mit Stand Mai 2024 wie folgt:
Familie Bromoviridae
- Gattung: Alfamovirus[7]
  - Spezies Alfamovirus AMV (ehem. Typusspezies) mit Alfalfa mosaic virus (AMV, Alfalfa-Mosaikvirus alias Luzernenmosaikvirus)

- Gattung: Anulavirus[8]
  - Spezies Anulavirus ALMMV mit Amazon lily mild mottle virus (ALMMV, ALiMMV)
  - Spezies Anulavirus GLPV mit Grapevine line pattern virus Baco22A (GLPV-Baco22A) und Grapevine line pattern virus Lar (GLPV-Lar)
  - Spezies Anulavirus PZSV (ehem. Typusspezies) mit Pelargonium zonate spot virus (PZSV)

- Spezies: „Cassava Ivorian bacilliform virus“ („Cassava-Ivorian-bazilliformes Virus“, „CIBV“ – Vorschlag)

- Gattung: Bromovirus[10] (veraltet: Tricornavirus)
  - Spezies Bromovirus BBMV mit Broad bean mottle virus (BBMV)
  - Spezies Bromovirus BMV (ehem. Typusspezies, Genom mit 3 Segmenten) mit Brome mosaic virus (BMV)[11][12]
  - Spezies Bromovirus CCMV mit Cowpea chlorotic mottle viru (CCMV)
  - Spezies Bromovirus CYBV mit Cassia yellow blotch virus (CYBV)
  - Spezies Bromovirus MYFV mit Melandrium yellow fleck virus (MYFV)
  - Spezies Bromovirus SBLV mit Spring beauty latent virus (SBLV)
  - Spezies Bromovirus SVS mit Sambucus virus S (SVS)

- Gattung: Cucumovirus[13]
  - Spezies Cucumovirus CMV (ehem. Typusspezies) mit Cucumber mosaic virus (CMV, CuMV, Gurkenmosaikvirus)
  - Spezies Cucumovirus GMMV mit Gayfeather mild mottle virus (GMMV)
  - Spezies Cucumovirus PSV mit Peanut stunt virus' (PSV)
  - Spezies Cucumovirus TAV mit Tomato aspermy virus (TAV)

- Gattung: Ilarvirus[14]
  - Spezies Ilarvirus AGLV mit Ageratum latent virus alias Ageratum latent virus 1998 (AGLV)
  - Spezies Ilarvirus AIV2 mit pple ilarvirus 2 (AIV2)
  - Spezies Ilarvirus APLPV mit American plum line pattern virus (APLPV)
  - Spezies Ilarvirus ApMV mit Apple mosaic virus (AMV, ApMV, Apfelmosaikvirus)
  - Spezies Ilarvirus AV2 mit Asparagus virus 2 alias Asparagus virus C oder Asparagus latent virus (AV2, AV-2)
  - Spezies Ilarvirus AYRSpV mit Actinidia yellowing ringspot virus (AYRSpV)
  - Spezies Ilarvirus BCRV mit Blackberry chlorotic ringspot virus (BCRV)
  - Spezies Ilarvirus BSV mit Blueberry shock virus  (BSV, BlShV)
  - Spezies Ilarvirus CarIV1 mit Carpotroche-associated ilarvirus 1 (CarIV1)
  - Spezies Ilarvirus CLRV mit Citrus leaf rugose virus (CLRV)
  - Spezies Ilarvirus CVV mit Citrus variegation virus (CVV)
  - Spezies Ilarvirus EMoV mit Elm mottle virus (EMoV)
  - Spezies Ilarvirus FCILV mit Fragaria chiloensis latent virus (FCILV)
  - Spezies Ilarvirus HdVBV mit Hydrangea vein banding virus (HdVBV)
  - Spezies Ilarvirus HJLV mit Humulus japonicus latent virus (HJLV)
  - Spezies Ilarvirus LLCV mit Lilac leaf chlorosis virus (LLCV)
  - Spezies Ilarvirus LRMV mit Lilac ring mottle virus (LRMV)
  - Spezies Ilarvirus PDV mit Prune dwarf virus (PDV, siehe Pfirsich §Krankheiten)
  - Spezies Ilarvirus PMV mit Parietaria mottle virus (PMV)
  - Spezies Ilarvirus PNRSV mit Prunus necrotic ringspot virus (PNRSV, Nekrotisches Ringflecken-Virus, siehe Pfirsich §Krankheiten)
  - Spezies Ilarvirus PrRSV mit Privet ringspot virus (PrRSV)
  - Spezies Ilarvirus PrV1 mit Prunus virus 1 (PrV1)
  - Spezies Ilarvirus RIV1 mit Rosa ilarvirus 1 (RIV1)
  - Spezies Ilarvirus RIV2 mit Rose ilarvirus 2 (RIV2)
  - Spezies Ilarvirus SLV mit Spinach latent virus (SLV)
  - Spezies Ilarvirus SnIV1 mit Solanum nigrum ilarvirus 1 (SnIV1)
  - Spezies Ilarvirus SNSV mit Strawberry necrotic shock virus (SNSV)
  - Spezies Ilarvirus SolV1 mit Soybean ilarvirus 1 (SolV1)
  - Spezies Ilarvirus TAMV mit Tulare apple mosaic virus (TAMV)
  - Spezies Ilarvirus TomNSV mit Tomato necrotic streak virus (TomNSV)
  - Spezies Ilarvirus TSV (ehem. Typusspezies) mit Tobacco streak virus (TSV)
  - Spezies Ilarvirus WCVA mit Water chestnut virus A (WCVA)

- Gattung: Oleavirus[15]
  - Spezies Oleavirus OLV2 (ehem. Typusspezies) mit Olive latent virus 2 (OLV2, OLV-2)

### Äußere Systematik
Koonin et al haben 2015 die Bromoviridae taxonomisch (aufgrund ihrer Verwandtschaft) der von ihnen postulierten Supergruppe ‚Alphavirus-like superfamily‘ zugeordnet. Schwestergruppen sind danach die Familien Virgaviridae und Closteroviridae.
Die Mitglieder dieser vorgeschlagenen Supergruppe gehören verschiedenen Gruppen der Baltimore-Klassifikation an, in der Regel handelt es sich um einzelsträngige RNA-Viren positiver Polarität ((+)ssRNA, Baltimore-Gruppe 4), es sind aber auch doppelsträngige Vertreter (mit dsRNA gekennzeichnet, Baltimore-Gruppe 3) zu finden.
Dieser Vorschlag ist inzwischen abgelöst durch die Master species List #35 des ICTV vom März 2020. Eine Gegenüberstellung der Kladogramme findet sich bei Tymovirales §ICTV Master Species List #35.